# Jaromír Zápal

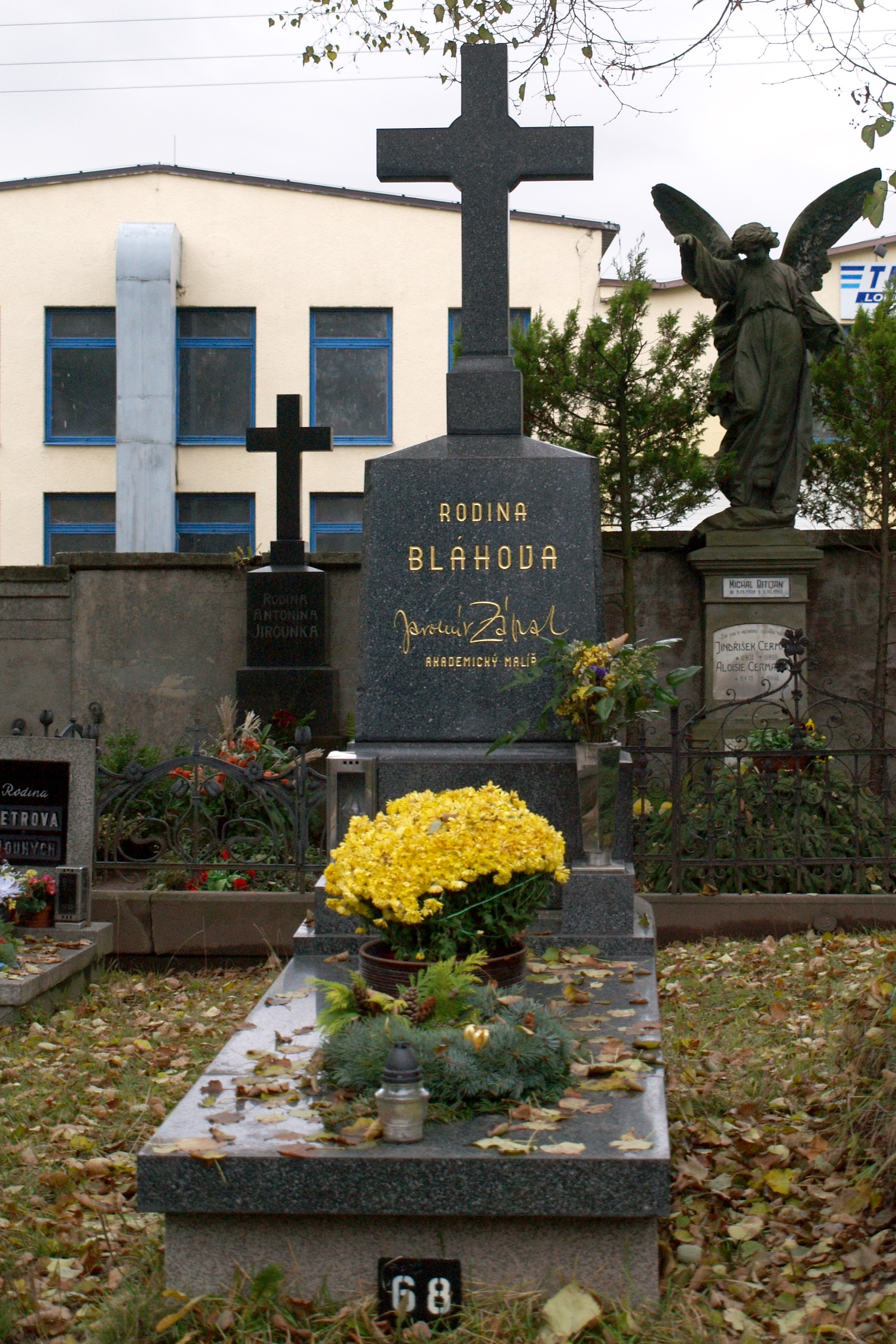
Hrob Jaromíra Zápala v Lomnici nad Popelkou

Akademický malíř Jaromír Zápal (18. března 1923, Brandýs nad Orlicí – 5. prosince 1984, Praha) byl český ilustrátor, malíř a spisovatel. Je znám zejména jako ilustrátor dětských knih.

## Život
Zápal studoval na Vysoké škole uměleckoprůmyslové v Praze. Po studiích pracoval jako grafik a výtvarný redaktor ve Státním nakladatelství dětské knihy (SNDK), z něhož se v roce 1969 stal Albatros, nakladatelství pro děti a mládež. K jeho nejznámějším dílům patří umělecké ztvárnění příběhů Medvídka Pú (první vydání v roce 1958) a ilustrace trilogie o Neználkovi od Nikolaje Nosova (první vydání v roce 1957, 1961 a 1976).  Též napsal a ilustroval několik dětských knížek (poslední z nich vyšla posmrtně v roce 1986).